# فرودگاه نیروی هوایی سلطنتی کارلیسل
فرودگاه نیروی هوایی سلطنتی کارلیسل (به انگلیسی: RAF Carlisle) (به زبان بومی: Kingstown, Carlisle) یک فرودگاه است . این فرودگاه در کشور انگلستان قرار دارد .